# Бразер Абрам Маркович
Абрам Маркович Бра́зер (25 січня 1892, Кишинів — 15 липня 1942, Мінськ) — білоруський радянський скульптор і художник; член Бессарабського товариства любителів мистецтв у 1900-ті роки, Єврейського товариства заохочення мистецтв з 1918 року, Революційної організації художників Білорусії, Всебілоруського об'єднання художників у 1927—1930 роках, Спілки художників Білоруської РСР з 1940 року. Заслужений діяч мистецтв Білоруської РСР з 1940 року.

## Біографія
Народився 25 січня 1892 року в місті Кишиневі (нині Молдова). 1910 року закінчив Кишинівське художнє училище, де навчався у Володимира Окушка. Упродовж 1912—1916 років жив у Франції (оселився у будинку «Ла-Рюш»), де протягом 1912—1914 років навчався у Паризькій академії мистецтв.
З 1916 року мешкав у Петрограді; у 1918—1923 роках — у Вітебську, де викладав у Державному художньо-практичному інституті, брав участь у святковому оформленні Вітебська до першої річниці Жовтневої революції, виконував декорації для міського театру Вітебська.
З 1923 року — у Мінську. Під час німецько-радянської війни, 15 липня 1942 року, розстріляний у мінському гетто.

## Творчість
Працював у галузях станкової та монументальної скульптури, станкового живопису і станкової графіки. Серед робіт:
Живопис, графіка:
- портрет Єгуди Пена (1921, олія; Національний художній музей Білорусі);
- портрет Семена Тимошенка (до 1935 року, пастель; Центральний музей Збройних сил Російської Федерації);
- «Жнива» (1927, свинцевий картон, туш, перо; Національний художній музей Білорусі);
- «Розстріл у Дукорах у 1920 році» (1928);
- «Маслобойка» (1928).

Скульптура:
- погруддя Йоганна Генріха Песталоцці у Вітебську (1919—1920, не зберенлося);
- фігура Сергія Кірова (1937);

портрети
- Карла Маркса (1920—1921, гіпс);
- Франциска Скорини (1925, гіпс);
- Соломона Міхоелса (1926, бронза; Національний художній музей Білорусі);
- Володимира Леніна (1932, гіпс);
- учителя Голуба (1940, гіпс);
- поета Ізі Харіка[5];
- письменника Давида Бергельсона[5];
- Гірша Леккерта[5].

|                  |          |                     |                      |                    |                      |
| Портрет Є. Пена. | «Жнива». | Портрет Ф. Скорини. | Портрет С. Міхоелса. | Портрет І. Харіка. | Портрет Г. Леккерта. |

Експонувався на Осінньому салоні в Парижі у 1913 році. У 1917 році брав участь у виставці «Світ мистецтва» у Петрограді. Персональні виставки його творів відбулися у Вітебську у 1922 році, Мінську у 1941 році.

## У мистецтві
Скульптурний гіпсовий портрет митця у 1934 році виконав скульптор Заїр Азгур (Національний художній музей Білорусі).